# Jim Todd
James "Jim" Todd (Billerica, Massachusetts, 1952) es un entrenador de baloncesto estadounidense que dirigió durante media temporada a Los Angeles Clippers de la NBA, además de ser asistente en diferentes equipos durante 13 temporadas, y dirigir a dos equipos universitarios.

## Trayectoria deportiva

### Entrenador

#### Universidad
Tras graduarse en la Universidad Estatal de Fitchburg, fue entrenador un año en un instituto, y al siguiente regresó a su alma mater para llevar al equipo masculino durante 3 temporadas. Los siete años siguientes ejerció como asistente en los Columbia Lions, los Marist Red Foxes y los Manhattan Jaspers, hasta que la Universidad Estatal de Salem lo nombró entrenador principal en 1987, puesto que ocupó hasta 1996, logrando 192 victorias y 57 derrotas.

#### NBA
En 1996 se convierte en asistente de Chris Ford en los Milwaukee Bucks, con el que se fue dos temporadas más tarde a Los Angeles Clippers, donde tras ser destituido aquel fue nombrado entrenador interino. Dirigió al equipo durante 37 partidos, logrando únicamente 4 victorias.
Posteriormente siguió ejerciendo como asistente de Terry Porter en los Bucks, de Sam Mitchell en Toronto Raptors durante tres temporadas, de Larry Krystkowiak de vuelta en los Bucks, y de Mike Woodson en Atlanta Hawks y New York Knicks.

## Estadísticas como entrenador en la NBA
| Equipo               | Temp.   | P  | V | D  | %V-D | Finalizó | PP | VP | DP | %V-DP | Resultado |
| -------------------- | ------- | -- | - | -- | ---- | -------- | -- | -- | -- | ----- | --------- |
| Los Angeles Clippers | 1999-00 | 37 | 4 | 33 | .108 |          | -  | -  | -  | -     |           |
| Total                |         | 37 | 4 | 33 | .108 |          | -  | -  | -  | -     |           |